# Nyugat
Nyugat (z węg. „Zachód”) – węgierskie czasopismo literackie, założone w 1908 przez Ignotusa (Hugo Veigelsberga), Ernő Osváta i Miksa Fenyő. Jego celem było śledzenie i opis filozoficznych i literackich prądów (takich jak: naturalizm, symbolizm i impresjonizm) na zachodzie Europy w początkach XX w. „Nyugat” zajmował się zarówno poezją, jak i prozą.
Do pierwszej generacji poetów zaliczali się Endre Ady, Árpád Tóth, Mihály Babits, Dezső Kosztolányi, Gyula Juhász i noweliści Gyula Krúdy i Zsigmond Móricz.
W czasie I wojny światowej sens egzystencji „Nyugat” został podany w wątpliwość przez lewicowe kręgi literackie.
Druga generacja autorów „Nyugat” (Lőrinc Szabó, József Fodor, György Sárközi) pojawiła się w latach 20. XX w. i byli to post-ekspresjoniści i post-strukturaliści. Poetami tej generacji byli: Attila József, Gyula Illyés, Miklós Radnóti i József Erdélyi, a prozaik Sándor Márai pisał na łamach „Nyugat” sagę rodzinną, opisującą zmiany społeczne zachodzące na Węgrzech.
W skład trzeciej generacji autorów, w latach 30., określanej mianem generacji „eseistów” wchodzili prozaicy Antal Szerb, László Szabó i Gábor Halász, ale także poeci: Sándor Weöres, István Vas, Jenő Dsida, Zoltán Zelk, Gábor Devecseri, György Rónay, Zoltán Jékely.